# Sherborne School
Die Sherborne School ist eine unabhängige Internatsschule in Sherborne, Dorset, England. Sie wurde 1550 von Edward VI. gegründet und beherbergt rund 570 Jungen von 13 bis 18 Jahren und 96 Lehrer (Stand 2011). Der amtierende Rektor ist seit 2014 Ralph Barlow. Die Schule hat eine enge Partnerschaft zu der benachbarten Sherborne Girls School und teilt einige Aktivitäten sowie Oberstufen-Kurse mit ihren Schülerinnen.

## Geschichte
Die Sherborne School wurde von Edward VI. 1550 auf den Mauern einer seit dem 8. Jahrhundert existierenden Klosterschule wiedergegründet und in King Edward’s School umbenannt. Nach der Protestantischen Reformation erhielt sie dann ihren heutigen Namen, Sherborne School. 1977 entstand das International College zur Ausbildung ausländischer Schüler ebenfalls in Sherborne. Im März 2005 wurde eine Tochterschule in Doha, Katar, gegründet. Das Gelände der Sherborne School war 1951 Drehort des Filmes Schrei in die Vergangenheit und 1969 wurde auch Auf Wiedersehen, Mr. Chips dort gedreht. Weiterhin wurde es in den Büchern Ein Mord erster Klasse von John le Carré und The Loom of Youth von Alec Waugh erwähnt.
2005 wurde bekannt, dass Sherborne School zu den 50 einflussreichen unabhängigen Schulen des Landes gehörte, die ein illegales Preiskartell organisiert hatten; dieses hatte ihnen erlaubt, das Schulgeld enorm zu erhöhen.

## Internatshäuser
Die Ganztagsschüler wohnen in acht Internatshäusern, von denen einige nach ehemaligen Rektoren benannt sind.
In jedem Haus wohnen sowohl Internats- als auch Tagesschüler, insgesamt 70 Jungen. Tagesschüler sind voll integriert in Nachmittagsaktivitäten (Sport, Musikunterricht) sowie das Wochenendprogramm.
Schulintern besitzt jedes Haus einen Buchstaben zur Identifikation:
- School House (a) (Lage: Abbey Road)
- Abbey House (b) (Lage: Abbey Road)
- The Green (c) (Lage: Hospital Lane)
- Harper House (d) (Lage: Hound Street)
- Wallace House (e) (Früher: Elmdene, Lage: South Street)
- Abbeylands (f) (Lage: Abbey Road)
- Lyon House (g) (Lage: Richmond Road)
- The Digby (m) (Früher: Digby Hotel, Lage: Digby Road)

## Old Shirburnians
Ehemalige Schüler werden als Old Shirburnians bezeichnet. Unter ihnen sind der Logiker, Mathematiker und Kryptoanalyst Alan Turing, der Schriftsteller John Cowper Powys, die Schauspieler Jeremy Irons und Charlie Cox und Chris Martin, Mitgründer der Band Coldplay. Scheich Tamim bin Hamad Al Thani von Katar und König Mswati III. von Swasiland sind ebenfalls ehemalige Schüler der Sherborne School.